# Чемерзин, Борис Александрович
Борис Александрович Чемерзин (1874, Санкт-Петербург — 1942, Ленинград) — русский дипломат, сын инженер-генерала А. Я. Чемерзина.

## Биография
Родился в Санкт-Петербурге в 1874 году.
Окончил в 1893 году Пажеский корпус и был выпущен в Егерский лейб-гвардии полк.
В 1896 году, будучи поручиком, поступил на Офицерские курсы восточных языков при Азиатском департаменте МИДа. Окончив курсы в 1899 году, был назначен в названный полк.
Выйдя в 1901 году в отставку, был зачислен в чине коллежского асессора в Азиатский департамент Министерства иностранных дел. В 1904—1909 году — вице-консул в Болгарии, в 1910—1917 годах — секретарь миссии в Абиссинии, и. о. поверенного в делах. В 1917 году — и. о. секретаря 6 класса в IV (Дальневосточном) политическом отделе МИДа (статский советник).
После революции 1917 года, в начале 1920-х годов был помощником управляющего 1-м отделением III (юридической) секции Главархива (с 1922 — Центрархива). С 1927 года преподавал экономическую географию и иностранные языки в судостроительном механическом техникуме и в школе ФЗУ Всесоюзного объединения оптико-механических производств. Был членом Секции научных работников Ленинграда.
Умер в Ленинграде в 1942 году.
Жена с 1897 года: Анна Васильевна Чемерзина (1873—1917).